# MPLS-TP
En el sector de las telecomunicaciones, MPLS-TP (del inglés Multiprotocol Label Switching - Transport Profile) es una variante del protocolo MPLS que se utiliza en redes de datos conmutadas por paquetes. MPLS-TP es el resultado de un esfuerzo conjunto entre el Grupo de Trabajo de Ingeniería de Internet (IETF) y el Sector de Normalización de Telecomunicaciones de la Unión Internacional de Telecomunicaciones (ITU-T) para integrar un perfil de transporte MPLS dentro de las arquitecturas MPLS y PWE3 del IETF, con el fin de respaldar las capacidades y funciones de una red de transporte de paquetes.

## Descripción
MPLS-TP está destinado a ser una tecnología de capa de red en redes de transporte. Esta es una continuación del trabajo iniciado por los especialistas en redes de transporte del UIT-T, particularmente la CE 15, como T-MPLS . En colaboración con la UIT-T y el IETF, se ha avanzado en esta línea desde 2008. Las extensiones de protocolo requeridas para MPLS están diseñadas por el IETF en función de los requisitos proporcionados por los proveedores de servicios. MPLS-TP será una aplicación de conmutación de paquetes orientada a conexión (CO-PS) que ofrecerá una implementación MPLS dedicada a suprimir características que no son relevantes para las aplicaciones CO-PS y agregará mecanismos que brinden soporte a la funcionalidad de transporte crítica.
MPLS-TP se fundamentará en los mismos principios arquitectónicos de las redes de capas que han sido utilizados en tecnologías de redes de transporte de larga data como SDH, SONET y OTN . Los procesos de gestión y procedimientos de trabajo basados en estos principios ya han sido creados por los proveedores de servicios.
MPLS-TP ofrece a los proveedores de servicios una tecnología de paquetes confiable que se fundamenta en redes de transporte de circuitos, por lo tanto, se anticipa que se integre con los procesos organizativos vigentes y los procedimientos de trabajo a gran escala, de forma análoga a otras tecnologías de transporte de paquetes.
MPLS-TP es una tecnología de nivel 2.5 de bajo coste (si el perfil limitado que se va a especificar se implementa de forma aislada) que ofrece calidad de servicio QoS, gestión y mantenimiento operativo de extremo a extremo (OAM) y conmutación de protección.
En febrero de 2008, la UIT-T y el IETF acordaron colaborar en el desarrollo en el diseño de MPLS-TP. Según este acuerdo, los expertos del IETF y el ITU-T trabajarán juntos para definir los requisitos y las soluciones. Asimismo, UIT-T actualizará los estándares T-MPLS existentes  basándose en los RFC relacionados con MPLS-TP que se mencionan a continuación.

## ITU-T
Existen las siguientes recomendaciones UIT-T para MPLS-TP. Algunas de esas recomendaciones reemplazan a las que se aplicaban al T-MPLS antes de su cese.
| Recomendación | Título |
| ------------- | --- |
| G.8110.1      | Arquitectura de la red de capa de perfil de transporte de conmutación de etiquetas multiprotocolo                        |
| G.8112        | Interfaces para la red de capa de perfil de transporte MPLS                                                              |
| G.8113.1      | Mecanismos de operación, administración y mantenimiento de MPLS-TP en redes de transporte de paquetes.                   |
| G.8113.2      | Mecanismos de operación, administración y mantenimiento de redes MPLS-TP utilizando las herramientas definidas para MPLS |
| G.8121        | Características de los bloques funcionales de equipos MPLS-TP                                                            |
| G.8121.1      | Características de los bloques funcionales de equipos MPLS-TP que soportan los mecanismos OAM ITU-T G.8113.1/Y.1372.1    |
| G.8121.2      | Características de los bloques funcionales de equipos MPLS-TP que soportan los mecanismos OAM ITU-T G.8113.2/Y.1372.2    |
| G.8131        | Conmutación de protección lineal para perfil de transporte MPLS                                                          |
| G.8151        | Aspectos de gestión del elemento de red MPLS-TP.                                                                         |
| G.8152        | Modelo de información de gestión de protocolo neutral para el elemento de red MPLS-TP                                    |

## RFC o borradores
A continuación encontrará RFC o borradores del IETF para MPLS-TP:
| RFC      | Título | Borrador                              |
| -------- | --- | ------------------------------------- |
|          | |                                       |
| RFC 5317 | Informe del equipo de trabajo conjunto (JWT) sobre consideraciones arquitectónicas MPLS para un perfil de transporte                  | draft-bryant-mpls-tp-jwt-report       |
| RFC 5586 | Canal genérico asociado de MPLS | draft-ietf-mpls-tp-gach-gal           |
| RFC 5654 | Requisitos MPLS-TP | draft-ietf-mpls-tp-requirements       |
| RFC 5718 | Una red de comunicación de datos en banda para el perfil de transporte MPLS                                                           | draft-ietf-mpls-tp-gach-dcn           |
| RFC 5860 | Requisitos de operación, administración y mantenimiento (OAM) en redes de transporte MPLS                                             | draft-ietf-mpls-tp-oam-requirements   |
| RFC 5921 | Un marco para MPLS en redes de transporte                                                                                             | draft-ietf-mpls-tp-framework          |
| RFC 5950 | Marco de gestión de red para redes de transporte basadas en MPLS                                                                      | draft-ietf-mpls-tp-nm-framework       |
| RFC 5951 | Requisitos de gestión de red para redes de transporte basadas en MPLS                                                                 | draft-ietf-mpls-tp-nm-req             |
| RFC 5960 | Arquitectura del plano de datos del perfil de transporte MPLS                                                                         | draft-ietf-mpls-tp-data-plane         |
| RFC 6215 | Perfil de transporte MPLS Interfaces de usuario a red y de red a red                                                                  | draft-ietf-mpls-tp-uni-nni            |
| RFC 6291 | Directrices para el uso del acrónimo "OAM" en el IETF                                                                                 | draft-ietf-opsawg-mpls-tp-oam-def     |
| RFC 6370 | Identificadores MPLS-TP | draft-ietf-mpls-tp-identifiers        |
| RFC 6371 | Marco de operaciones, administración y mantenimiento para redes de transporte basadas en MPLS                                         | draft-ietf-mpls-tp-oam-framework      |
| RFC 6372 | Marco de supervivencia del perfil de transporte MPLS (MPLS-TP)                                                                        | draft-ietf-mpls-tp-survive-fwk        |
| RFC 6373 | Marco del plano de control MPLS-TP | draft-ietf-ccamp-mpls-tp-cp-framework |
| RFC 3675 | Un perfil de medición de retraso y pérdida de paquetes para redes de transporte basadas en MPLS                                       | draft-ietf-mpls-tp-loss-delay-profile |
| RFC 6669 | Análisis MPLS-TP OAM | draft-ietf-mpls-tp-oam-análisis       |
| RFC 6426 | MPLS Verificación de conectividad bajo demanda y seguimiento de rutas                                                                 | draft-ietf-mpls-tp-on-demand-cv       |
| RFC 6378 | Protección lineal MPLS-TP | draft-ietf-mpls-tp-linear-protection  |
| RFC 6427 | OAM de gestión de fallos MPLS | draft-ietf-mpls-tp-fault              |
| RFC 6428 | Verificación proactiva de conectividad, verificación de continuidad e indicación remota de defectos para el perfil de transporte MPLS | draft-ietf-mpls-tp-cc-cv-rdi          |
| RFC 6478 | Estado de pseudocables para pseudocables estáticos                                                                                    | draft-ietf-pwe3-static-pw-status      |
| RFC 6435 | Funciones de instrucción y bucle invertido de bloqueo de perfil de transporte MPLS                                                    | draft-ietf-mpls-tp-li-lb              |

## Soluciones
Las soluciones para los requisito y marco mencionados anteriormente están en desarrollo, como se menciona a continuación:
- RFC 5718 Red de Comunicación de Datos en Banda para el Perfil de Transporte MPLS.
- RFC 5586 Canales Asociados Genéricos MPLS: Define GAL/G-ACH
- RFC 5462 El campo "EXP" ha sido renombrado a "campo de Clase de Tráfico"
- RFC 6435 Funciones de Bloqueo Instruccional y de Bucle de Retorno para el Perfil de Transporte MPLS
- RFC 7087 Un Tesauro para la Interpretación de la Terminología Utilizada en los Borradores de Internet (Internet-Drafts) y RFCs del Perfil de Transporte MPLS (MPLS-TP) en el Contexto de la Recomendación de Red de Transporte de la UIT-T
- MPLS-TP ACH TLV (Borrador IETF)
- Verificación proactiva de continuidad y conectividad  (Borrador individual)
- RFC 6291 Directrices para el Uso del Acrónimo "OAM" en el IETF
- MPLS-TP OAM basado en Y.1731 (Borrador individual)
- MPLS-TP Monitorización de rendimiento (Borrador individual)
- RFC 6427 MPLS Gestión de Fallas, Operación, Administración y Mantenimiento (OAM).
- RFC 6378 MPLS Perfil de Transporte (MPLS-TP) Protección Lineal
- RFC 7347 Conmutación de Protección Lineal Preestándar en el Perfil de Transporte MPLS (MPLS-TP)
- MPLS-TP P2MP protección de tráfico (Borrador individual)
- MPLS-TP OAM Supresión de alarmas (Borrador individual)
- MPLS-TP & IP/MPLS Interoperabilidad (Borrador individual)
- MPLS-TP Protección de anillo (Borrador individual)
- MPLS-TP LDP extensión: No funciona
- MPLS-TP RSVP-TE extensiones: No funciona